# ترمز کردن پی‌درپی
ترمز کردن پی‌درپی یا ترمز کردن متناوب شیوه‌ای برای ترمز کردن است که با گرفتن و آزاد کردن پدال ترمز به‌طور مکرر همراه است. در این که نیاز به مهارت دارد، راننده تلاش می‌کند عملکردی مشابه عملکرد ترمز ضد قفل را با استفاده از فشارها و رها کردن‌های لحظه‌ای پدال ترمز پیاده‌سازی کند تا کنترل خودرو در هنگام توقف بر اثر قفل شدن چرخ‌ها از دست راننده خارج نگردد. این عمل می‌تواند موجب کاهش مسافت ترمز نیز بشود.